# William Arjona
William Peixoto Arjona (ur. 31 lipca 1979 w São Paulo) – brazylijski siatkarz, grający na pozycji rozgrywającego, reprezentant Brazylii. 
Po ukończonym sezonie 2022/2023 postanowił zakończyć siatkarską karierę. 

## Sukcesy klubowe
Mistrzostwo Brazylii:
- 1997, 2012, 2014[2], 2015[3], 2016, 2017
- 2011, 2013, 2018, 2019, 2021, 2022[4], 2023[5]

Puchar ACLAV:
- 2007, 2008, 2009, 2010

Mistrzostwo Argentyny:
- 2007, 2008, 2009, 2010

Klubowe Mistrzostwa Ameryki Południowej:
- 2010, 2012, 2014, 2016, 2017
- 2015, 2022[6], 2023[7]

Klubowe Mistrzostwa Świata:
- 2013, 2015[8], 2016
- 2012

Puchar Brazylii:
- 2014[9], 2016, 2022[10]

Superpuchar Brazylii:
- 2015, 2016, 2018

## Sukcesy reprezentacyjne
Mistrzostwa Ameryki Południowej Kadetów:
- 1996

Mistrzostwa Ameryki Południowej Juniorów:
- 1998

Mistrzostwa Świata Juniorów:
- 1999

Liga Światowa:
- 2013, 2016

Mistrzostwa Ameryki Południowej:
- 2013[11]

Igrzyska Olimpijskie:
- 2016

Mistrzostwa Świata:
- 2018

## Nagrody indywidualne
- 1997: Najlepszy rozgrywający Mistrzostw Świata Kadetów
- 1998: Najlepszy rozgrywający Mistrzostw Ameryki Południowej Juniorów
- 2005: Najlepszy rozgrywający brazylijskiej Superligi
- 2011: Najlepszy rozgrywający brazylijskiej Superligi
- 2012: Najlepszy rozgrywający Klubowych Mistrzostw Ameryki Południowej
- 2012: MVP i najlepszy rozgrywający brazylijskiej Superligi
- 2012: Najlepszy rozgrywający Klubowych Mistrzostw Świata
- 2013: Najlepszy rozgrywający brazylijskiej Superligi
- 2013: Najlepszy rozgrywający Klubowych Mistrzostw Świata[12]
- 2014: Najlepszy rozgrywający brazylijskiej Superligi
- 2015: Najlepszy rozgrywający brazylijskiej Superligi
- 2015: Najlepszy rozgrywający Klubowych Mistrzostw Świata
- 2016: Najlepszy rozgrywający Klubowych Mistrzostw Ameryki Południowej
- 2016: MVP Klubowych Mistrzostw Świata
- 2017: Najlepszy rozgrywający Klubowych Mistrzostw Ameryki Południowej
- 2017: Najlepszy rozgrywający brazylijskiej Superligi w sezonie 2016/2017
- 2023: Najlepszy rozgrywający Klubowych Mistrzostw Ameryki Południowej[13]